# Picard (cratère)
Picard est un cratère d'impact sur la face visible de la Lune. Le cratère porte le nom de l'astronome et géodésiste français du XVIIe siècle Jean Picard. Il est légèrement plus grand Peirce (en) au nord-nord-ouest. À l'ouest se trouve le cratère Yerkes (en) presque complètement inondé. À l'est de Picard se trouve le minuscule cratère Curtis (en).
Picard est un cratère de la période ératosthénienne, qui a durée de 3,2 à 1,1 milliards d'années. À l'intérieur de Picard se trouve une série de "terrasses" que les sismologues ont attribués à un effondrement de fond de cratère. Il a un groupe de collines basse au fond.

## Cratères satellites

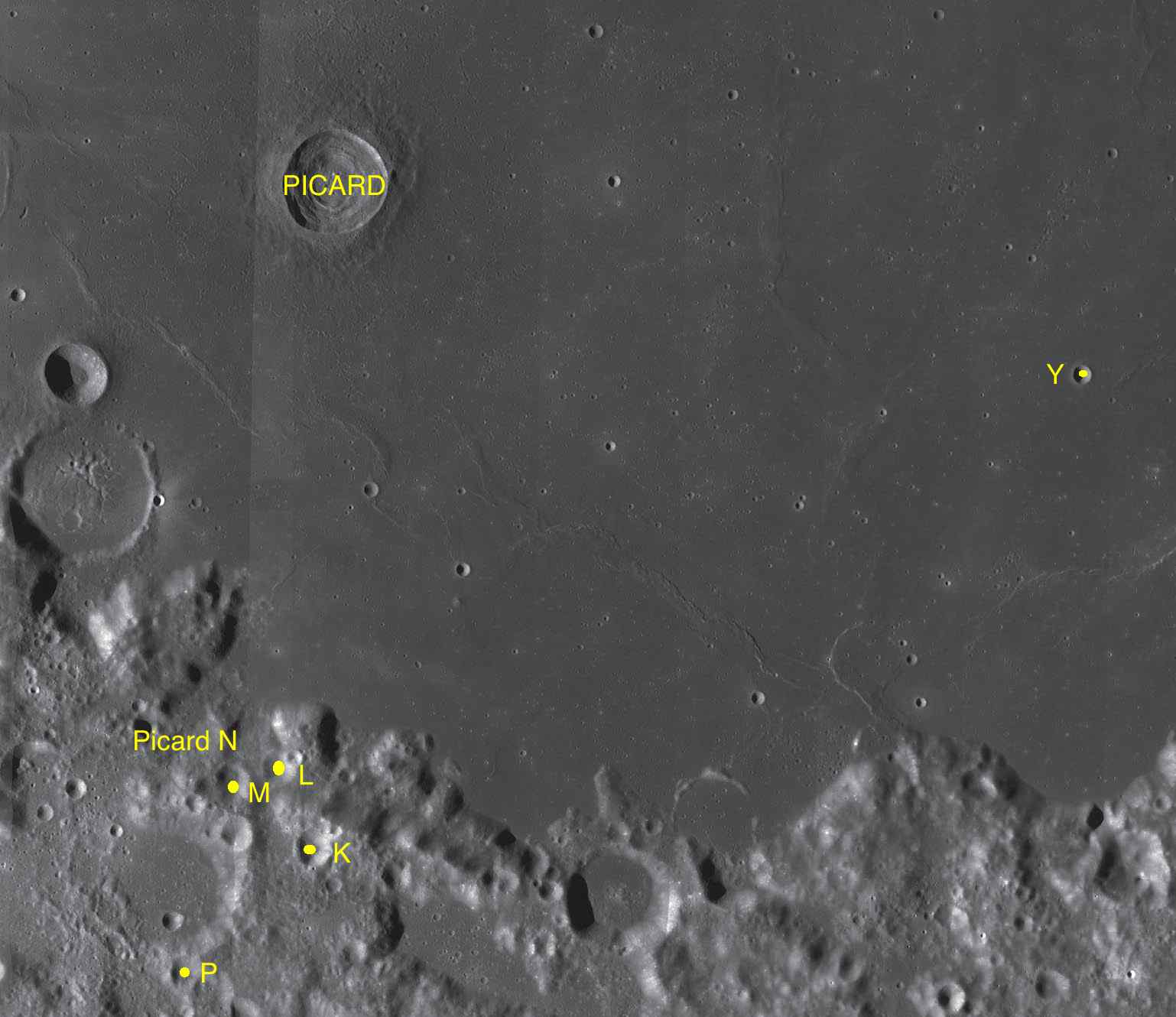
Cratères satellites de Picard

Par convention, ces caractéristiques sont identifiées sur les cartes lunaires en plaçant la lettre sur le côte du milieu du cratère qui est le plus proche de Picard.
| Picard | Coordoonées  | Diamètre en km |
| ------ | ------------ | -------------- |
| K      | 9,73, 54,56  | 9              |
| L      | 10,32, 54,31 | 7              |
| M      | 10,21, 53,95 | 8              |
| N      | 10,52, 53,57 | 19             |
| P      | 8,82, 53,62  | 8              |
| Y      | 13,18, 60,27 | 4              |

Les cratères suivants ont été renommés par l'UAI :
- Picard G → Voir : Tebbutt (en)
- Picard H → Voir : Shapley (en)
- Picard X → Voir : Fahrenheit (en)
- Picard Z → Voir : Curtis (en)